# Breakthrough Entertainment
Breakthrough Entertainment (anteriormente Breakthrough Films & Television) es una compañía de producción y estudio de animación canadiense fundada en 1986 por Peter Williamson e Ira Levy.

## Información
Breakthrough Films & Television está ubicada en Toronto. Se encuentra en el mundo de los negocios desde hace más de 27 años. Durante ese tiempo, ha sido capaz de licenciar programas de televisión a distribuidores internacionales en, por lo menos, 200 territorios. Forma parte de preventas mundiales, coproducciones y adquisiciones de terceros. La empresa se especializa en producir los siguientes géneros:
- Comedia
- Series de drama
- Entretenimiento factual
- Documentales
- Telerrealidad/estilo de vida
- Películas de televisión
- Entretenimiento familiar
- Animación infantil[1]

## Series y películas
- Atomic Betty
- Battlefields Mysteries
- Between the Sheets with Rebecca Rosenblat
- Captain Flamingo
- Children of Chelm
- Class Act
- Coming of Age
- Crash Canyon
- Design Match
- Exchanging Vows
- Face to Face (Australian TV series)
- Femme Fatale
- For King and Country
- For King and Empire
- Goshen Indiana La Película
- I Love Mummy
- In Korea with Norm Christie
- Inside the Parole Board
- It Seems Like Yesterday
- Jay Jay the Jet Plane
- Jenny and the Queen of Light
- Jimmy Two-Shoes
- Jungle Junction
- Kenny vs. Spenny
- KidsWorld Sports
- Less Than Kind
- Little Miracles
- Lost Battlefields
- Med Students
- Medical Maverick
- Miss BG
- Mr. Men
- My Big Big Friend
- Out in Black
- Paradise Falls
- Patient Files
- Amigazazo: La película
- Please Kill Mr. Know It All
- Producing Parker
- Real Men
- Rocket Rodents
- Shadow Lake
- Shaye "THIS IS IT"
- Situation Critical - (Sit Crit)
- Skooled
- Stories of Mothers & Daughters
- Streets of the World
- Striking Back
- Swap TV
- The Adventures of Dudley the Dragon
- The Edge of Extinction
- The Family Dance
- The Manic Organic
- The Riot at Christie Pits
- The Secret Liberators
- The Toronto Show
- War of the Wheels
- What's for Dinner?